# Johann Löwenthal
Johann Jacob Löwenthal ou János Jakab Löwenthal foi um dos grandes jogadores de xadrez do século XIX. Naturalizado inglês, ganhou notoriedade em sua visita a Nova Orleans, onde jogou contra o lendário Paul Morphy em duas ocasiões, perdendo um total de três partidas. Ele foi um dos primeiros mestres a jogar um match contra Morphy, match este, acontecido em 1858, na Inglaterra. Löwenthal conquistou um total de 3 vitórias, 9 derrotas e 2 empates. Neste ocasião, ele declarou "…eu estou convicto que eu fui derrotado por uma força superior".
O xadrez era a única fonte de renda de Löwenthal, mesmo tendo a consciência que esta modalidade ainda não era profissionalizada na época. O match valia a quantia de Â£100, apostada. Lowenthal perdeu o match e a quantia, mas Morphy, apesar de vencer o match, deu um presente a Löwenthal, uma pequena fortuna de Â£120, para ele construir sua nova casa.
Poucos dias após ser derrotado, Löwenthal teve seu maior sucesso, vencendo os torneios britânicos tipo knockout da associação do xadrez, em Birmingham, Inglaterra, dia 27 de agosto de 1858.
Seu prêmio era Â£63. Em 1860, Löwenthal fez uma pesquisa da popularidade extrema de Morphy, para criar uma coleção dos jogos do mestre americano intitulada "jogos de xadrez de Morphy". De acordo com a biografia de Morphy, Morphy era amigo de Löwenthal e concordou em assinar seu nome no livro, colocando seu nome na autoria, apesar de ser escrito por Löwenthal.
Por um momento, Löwenthal serviu como a secretário do clube do clube do chess de São Jorge, em Londres. Também Ensinou xadrez e contribuiu assim, inventando o primeiro mural de xadrez. Ajudou a organizar torneios internacionais em 1862, e publicou então um livro destes torneios.
Löwenthal viveu bem até seus 64 anos, quando ficou doente. Não conseguiu suportar por muito tempo, devido à sua situação financeira. Morreu a 20 de julho de 1876, no Leonards-em-Mar, 5 dias após seu 66º aniversário.

## Principais resultados em torneios
| Data | Local           | Colocação | Observações                                                                                 |
| ---- | --------------- | --------- | ------------------------------------------------------------------------------------------- |
| 1858 | Birmimgham 1858 | 1         | Venceu Pierre-Charles Fournier de Saint-Amant na primeira rodada e Ernst Falkbeer na final. |